# Frederick Nnabuenyi Ugonna
Frederick Nnabuenyi Ugonna (* 12. Oktober 1936 in Amaokpara/Ihitenansa, Nigeria; † 5. Juni 1990 in London) war ein nigerianischer Ethnologe, Linguist und Literaturwissenschaftler. Er wurde auf den Namen „Frederick“ getauft, gebrauchte diesen aber eher selten; deshalb wird er auch häufig „F. Nnabuenyi Ugonna“ abgekürzt. Ugonna ist vor allem für seine Verdienste an der Sprache der Igbo und anderen afrikanischen Sprachen sowie an der afrikanischen Literatur bekannt.
Ugonna beschäftigte sich intensiv mit J.E. Casely Hayfords Werk Ethiopia Unbound (1911) und stellte die These auf, es sei der erste richtige afrikanische Roman. Ugonna verfasste deshalb ein Vorwort für die Zweitauflage von 1966.
Ugonna starb 1990 in London an Prostatakrebs.